# Stanley Park Stadium
Stanley Park Stadium est le nom d'un projet avorté de stade de football d'environ 73 000 places, destiné à remplacer le stade d'Anfield du Liverpool FC, près du Stanley Park (en), à Liverpool en Angleterre.

## Histoire
Le stade d'Anfield ne répondant plus aux attentes (vétuste, impossibilité de stationner à proximité, etc.), la nouvelle enceinte devait voir le jour vers 2012. Le stade a eu la permission urbaine en février 2003.
Le 25 janvier 2008, HKS a été annoncé comme étant l'entreprise responsable de la construction. Le design du stade reprend des éléments majeurs d'un « stade à l'anglaise » tel qu'Anfield. On retrouve quatre tribunes séparées (simplement reliées vers le bas) très proches de la pelouse. L'ensemble des tribunes est ensuite recouvert d'une structure profilée, qui de l'extérieur donne l'impression d'un cocon fermé. La structure extérieure faite de verre permet une grande luminosité à l'intérieur de l'enceinte.
HKS a remporté la construction du stade grâce à un design qui a su séduire aussi bien le club de Liverpool que la majorité de ses fidèles supporters.
Après la crise économique de 2008 et le rachat du club par New England Sports Ventures en 2010, le projet est abandonné au profit d'une modernisation de l'enceinte d'Anfield, dont les travaux ont débuté à l’été 2015.